# Опанащенко Михайло Володимирович
Михайло Володимирович Опанащенко (нар. 12 грудня 1977 р., м. Каховка Херсонської області;) — Народний депутат України 7., 9. скликань.

## Освіта
1999 р. — Херсонський державний аграрний університет, спеціальність — промислове та цивільне будівництво, кваліфікація — інженер-будівельник.

## Трудова діяльність
1999–2000 рр. — менеджер з продажу у приватному підприємстві «Євроклас»
2000–2002 рр. — начальник відділу продаж у ТОВ «Мікропровід»
2002–2006 рр. — майстер, а потім виконавець робіт у ТОВ «Будмайстер»
2001 р. — приватний підприємець
2006 р. — генеральний директор ТОВ «Херсонська виробничо-будівельна компанія»
Обирався депутатом Херсонської обласної ради VI скликання
На парламентських виборах 2012 р. був обраний народним депутатом України по одномандатному мажоритарному виборчому округу № 185. За результатами голосування отримав перемогу набравши 25,31% голосів виборців. Член Партії регіонів
2014 р. — голова Ліберальної партії України
Того ж року балотується у народні депутати України по виборчому округу №183 як самовисуванець.  А через 2 роки, у 2016 році, на довиборах до парламенту, висувався від партії «Відродження»
2015 р. - рішенням Політради ЛПУ усунено з посади Голови партії
У 2020 році балотувався у мери Херсона від партії «ОПЗЖ».

## Сім'я
Одружений. Дружина — Опанащенко Олена Анатоліївна, (*7 травня 1979).
Донька — Опанащенко Єлизавета Михайлівна, (*26 лютого 2003).